# Casa Casadevall
Casa Casadevall és un edifici neoclassicista del municipi de Palafrugell (Baix Empordà) inclòs en l'Inventari del Patrimoni Arquitectònic de Catalunya.

## Descripció
La casa Casadevall està situada al carrer de la Font.
Presenta les característiques de les cases senyorials bastides durant la segona meitat d'aquella centúria. És un edifici de planta baixa i dos pisos, amb tres obertures per planta, totes elles d'arc carpanell i emmarcades en pedra; les del primer i segon pis són balcons amb mènsules figuratives i vegetals respectivament. El coronament és amb barana de terrat calada, de terracuita.

## Història
Sembla que l'edifici fou construït pel mestre d'obres Josep Ferrer i Bataller. Data del 1868, segons la inscripció que hi figura a la façana. El carrer de la Font on està situat és una de les zones d'eixample del s.XIX on es van bastir diversos edificis de la mateixa tipologia.